# Geisterschloss (Wiener Prater)
Geisterschloss (frühere Schreibung: Geisterschloß) ist der Name zweier elektrisch betriebener, stationärer Geisterbahnen im Wiener Wurstelprater. Das erste Modell wurde 1933 eröffnet, stand bis 1945 und wurde durch den Krieg vollständig zerstört. Obwohl das originale „Geisterschloß“ streng genommen nicht mehr besteht, wird das neue Fahrgeschäft unter gleichem Namen oft und gern als „älteste Geisterbahn Österreichs“ vermarktet.

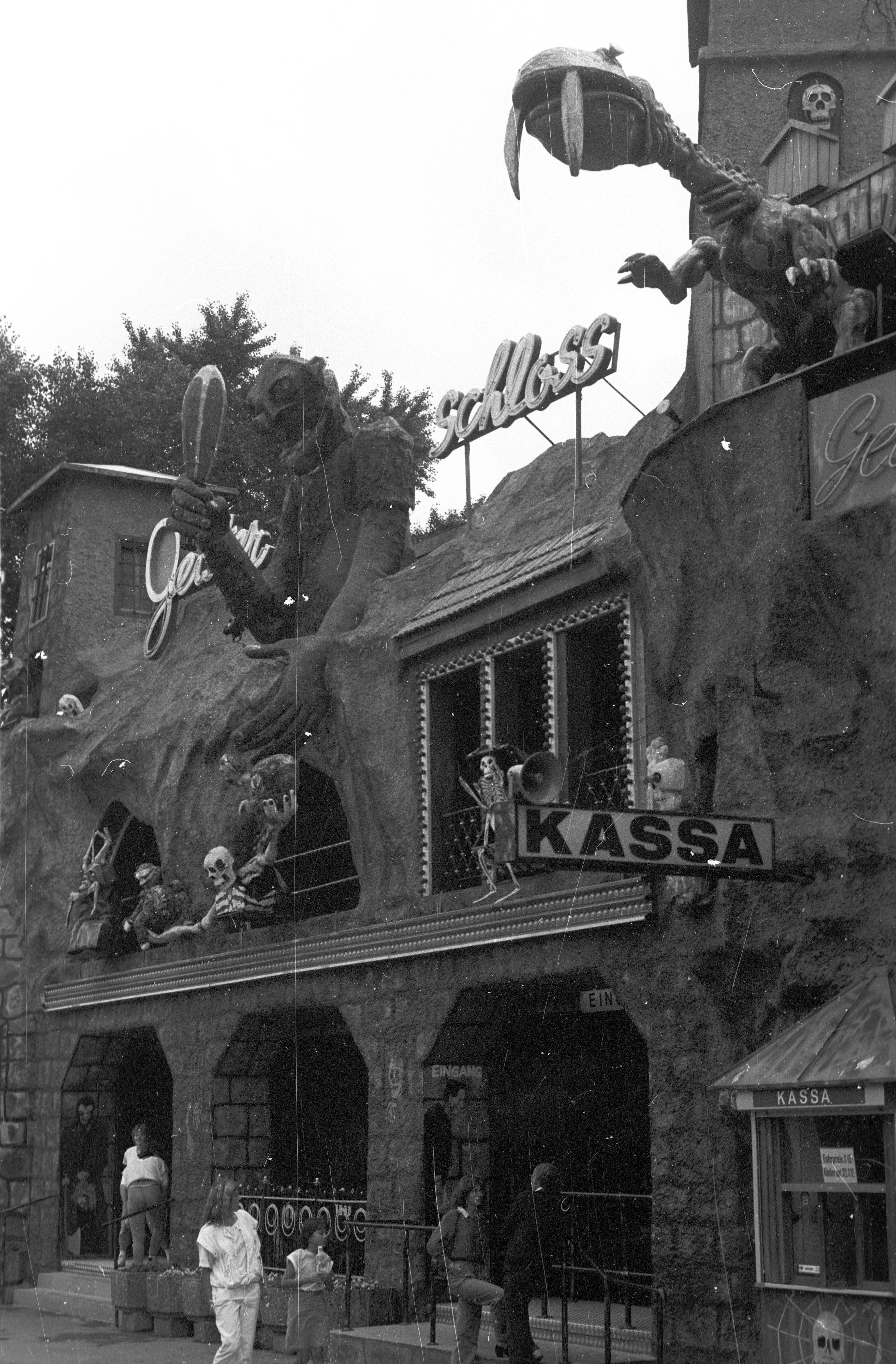
„Geisterschloss“ um 1967 mit dem vertrauten Riesen (linke Bildmitte)

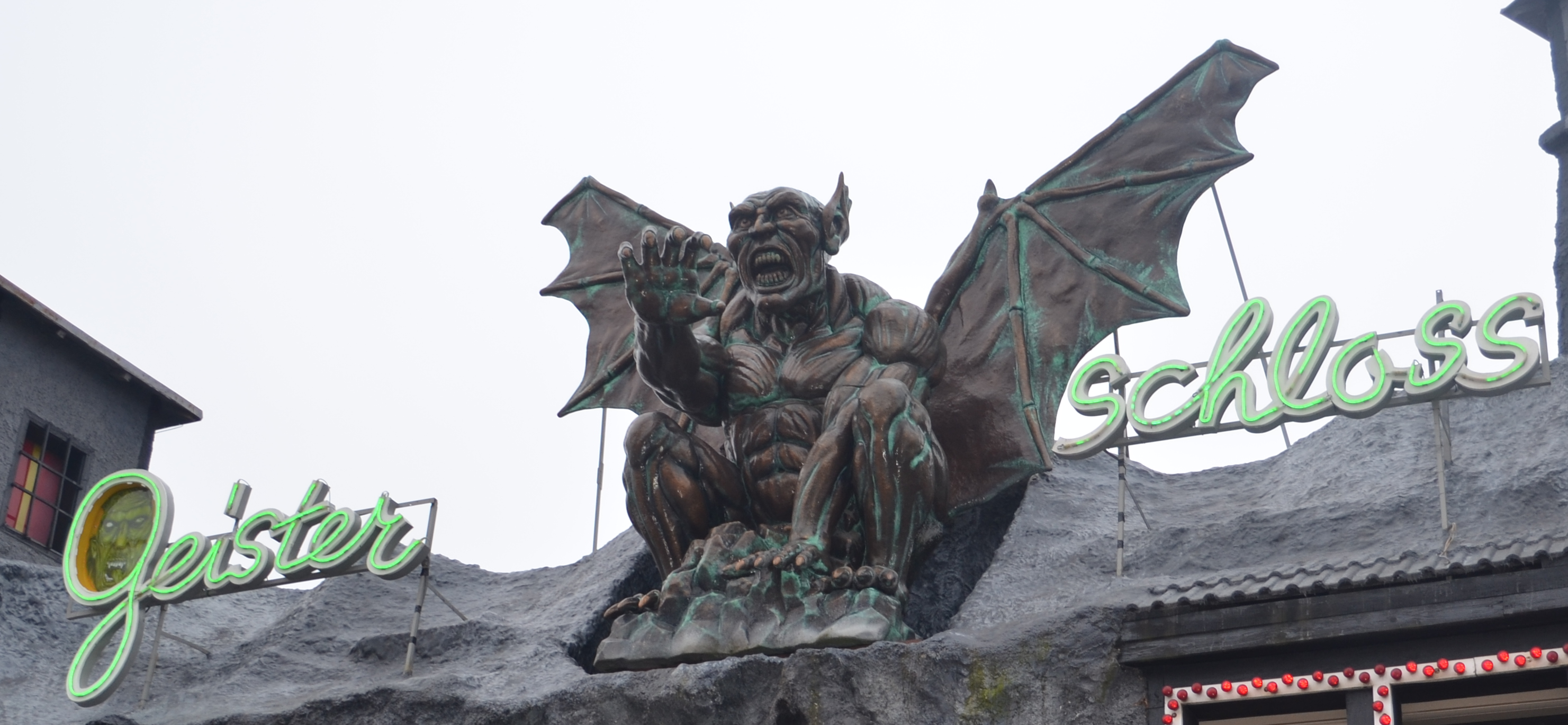
„Geisterschloss“ 2015 mit Gargoyle

## Standort und Geschichte

### Ur-Geisterbahn „Geisterschloß“ (1933–1945)
Das Geisterschloss wurde im März 1933 von Friedrich Holzdorfer auf dem Wiener Prater (genauer: auf dem Wurstelprater) auf der damaligen Parzelle Prater 96 (heute: Prater 26) errichtet. Diese befand sich in der damaligen Straße des ersten Mai, Nr. 4 (heutiger Calafatiplatz). Die Geisterbahn fiel in den Kriegsjahren des Zweiten Weltkrieges, wie auch viele andere Attraktionen des „alten“ Praters, den Luftangriffen auf Wien zum Opfer und brannte im April 1945 vollständig nieder. Unmittelbar nach Kriegsende wurde der Wurstelprater komplett neu parzelliert, was heute oft und rasch zu Verwirrungen führt, wenn alte Karten, Flugbildaufnahmen und Adressen mit heutigen abgeglichen werden müssen.

### Neues „Geisterschloss“ (seit 1955)
Um 1955 wurde eine neue Geisterbahn mit dem Namen „Geistermühle“ auf Parzelle Prater 17 (ehemals Prater 48) eröffnet. Vor dem Krieg hatte sich ungefähr an derselben Stelle das Wirtshaus „Zum Stillen Zecher“ befunden, von 1945 bis 1955 war der Platz praktisch ungenutzt geblieben. Im Jahr 1955 kaufte die Schaustellerfamilie Kolnhofer die Parzelle auf und gründete ein neues Fahrgeschäft, das sich seitdem in dritter Generation in Privatbesitz befindet. Derzeitige Besitzerin ist seit 1981 Alice Kolnhofer. Zum Saisonwechsel 1957/58 wurde die „Geistermühle“ zum heute vertrauten „Geisterschloss“ (damals noch mit der alten Schreibung) umgebaut, die aktuelle Adresse lautet Kratky-Baschik-Weg 17. Prominente Fahrgäste waren unter anderem schon Timothy Dalton und einige Schauspieler der Kommissar-Rex-Serie.
Im September 2002, etwa gegen drei Uhr morgens, wurde eine der Außenfiguren, ein Animatronic, durch ein Feuer zerstört. Es handelte sich um einen übergroßen Gorilla, der außen auf der rechten Seite, gleich beim Anschluss zum Fahrgeschäft „Extasy“, auf einem kleinen offenen Balkon stand, etwa einen Meter über dem Straßenniveau. Die Figur bewegte Oberkörper, Kopf und beide Arme und lud in wienerischem Dialekt die Vorbeigehenden zu einer Fahrt ein. Der zerstörte Affe wurde durch einen ähnlichen ersetzt, der auch heute noch vorhanden ist. Als Brandursache wird Brandstiftung vermutet, da die Anlage zum Zeitpunkt des Brandbeginns stromlos war.

## Beschreibung und Betrieb

### Gestaltung
Vor ihrer Zerstörung war die Geisterbahn recht schlicht gestaltet gewesen. Über einer einstöckigen „Burg“fassade erhob sich ein künstlicher Hügel mit großem Modellschloss. Die Besetzung durch Außenfiguren war noch recht knapp gehalten: Auf dem Modellschloss erhob sich ein finster dreinblickender Zauberer, auf dem rechten Eckturm kauerte ein langhalsiger, flügelloser Drache. Um 1958 wurde die Geisterbahn „Geistermühle“ in Betrieb genommen, an ihre Stelle würde bald das heute vertraute „Geisterschloss“ treten. Die „Geistermühle“ bestand aus einer einstöckigen Burgfassade mit Eckturm ganz rechts und einer großen Modell-Mühle ganz links mit sich drehenden Windrädern. Seit etwa 1958/59 ist die Fassade der gewaltigen Anlage einer mittelalterlichen, grauen Burg nachempfunden. Neben zwei Modelltürmen weist sie an ihrer Front zahlreiche Erker und Balustraden auf, die mit verschiedenen, teils animatronisch gesteuerten Gruselpuppen besetzt sind. Originales Markenzeichen der Geisterbahn war eine große, animatronische Figur eines braungrauen, bärtigen Riesen, der drohend mit einer großen Keule winkte. Rechts und links befand sich zunächst noch jeweils eine gewaltige Schlange, von den die rechte bald durch einen fangzähnigen, geflügelten Drachen ersetzt wurde. Um 1996 wurde der Riese abmontiert und im Jahr 1998 durch einen großen, geflügelten Gargoyle genau in der Mitte zwischen den zwei Türmen und über dem Kassenbereich ersetzt. Seit 1985 gibt es den Animatronic in Gestalt eines sprechenden Gorillas, vor ihm befand sich an gleicher Stelle ein Fenster mit Gespensterfigur, die ihren Kopf abnahm, um Besucher zu begrüßen. Aus dem linken Eckturm der Fassade ragt ein großer, affenähnlicher Kopf heraus. Diese Fassadengestaltung ist allerdings erst seit 1963 in Gebrauch. 1991 wurde ein bläuliches Wesen mit weißem, totenschädel-ähnlichen Kopf hinzugefügt, es befand sich zunächst genau unter dem Gargoyle und steht heute neben einer Modell-Kassa.

### Betrieb
Geisterschloss wird seit jeher elektrisch betrieben und mit kleinen, schlichten Chaisen befahren, die sich einzeln durch das Fahrgeschäft bewegen. Sie fahren auf eisernen, Strom führenden Einzelschienen. Die Fahrt dauert knapp vier Minuten und umfasst das kurzzeitige Verlassen der Bahn an drei Stellen, an denen die Wagen ins Tageslicht und wieder zurück ins Innere fahren. Ihr Design ist seit Eröffnung unverändert geblieben.